# 新潟県道35号三条停車場線

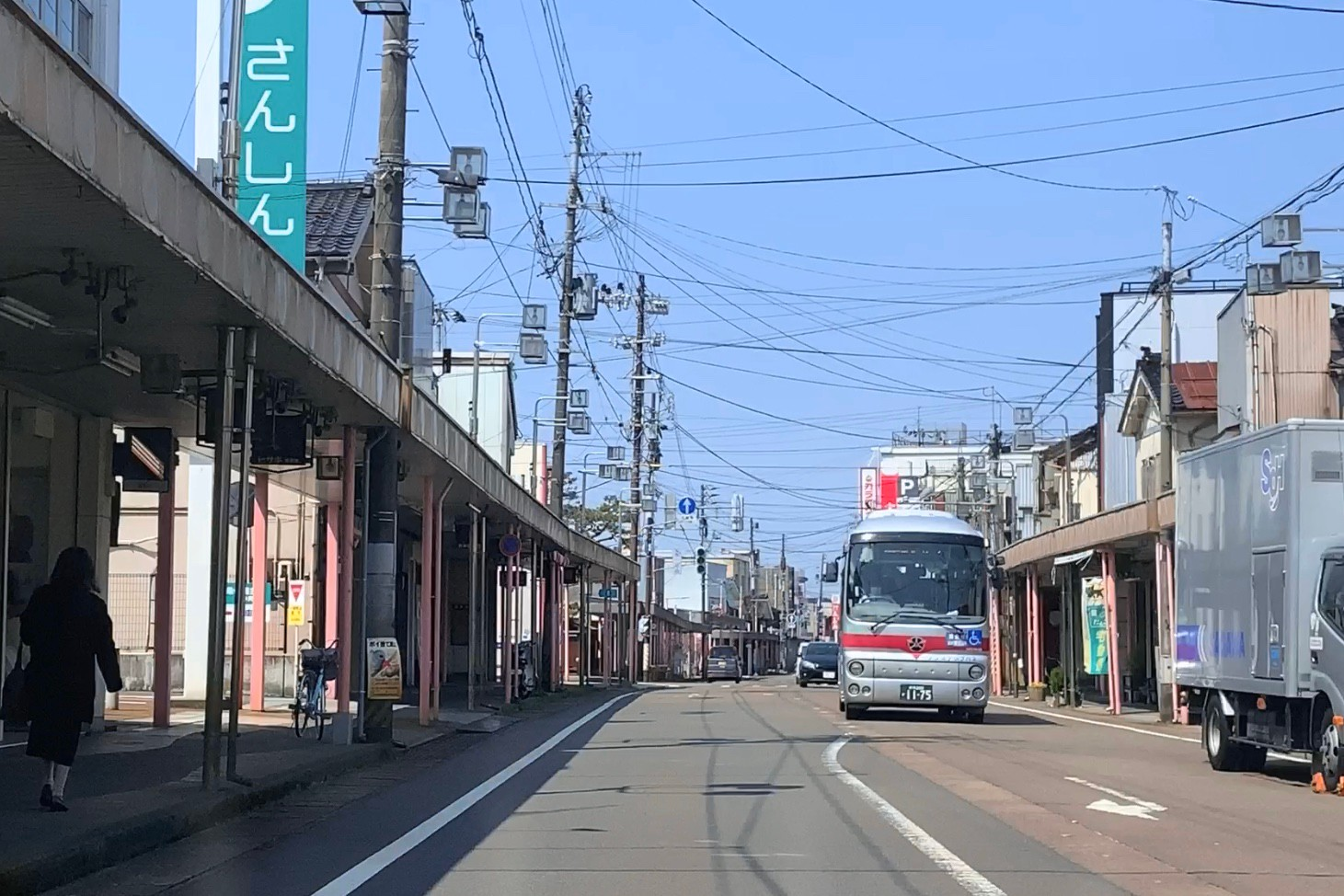
終点付近（2020年4月）

新潟県道35号三条停車場線（にいがたけんどう35ごう さんじょうていしゃじょうせん）は、新潟県三条市を通る県道（主要地方道）である。

## 概要

### 路線データ
- 実延長：1,005.7m[1]
- 起点：三条停車場（新潟県三条市南新保）
- 終点：新潟県三条市本町（新潟県道8号長岡見附三条線交点）

## 歴史
- 1993年（平成5年）5月11日 - 建設省から、県道三条停車場線が三条停車場線として主要地方道に指定される[2]。

## 地理

### 通過する自治体
- 三条市

### 交差する道路

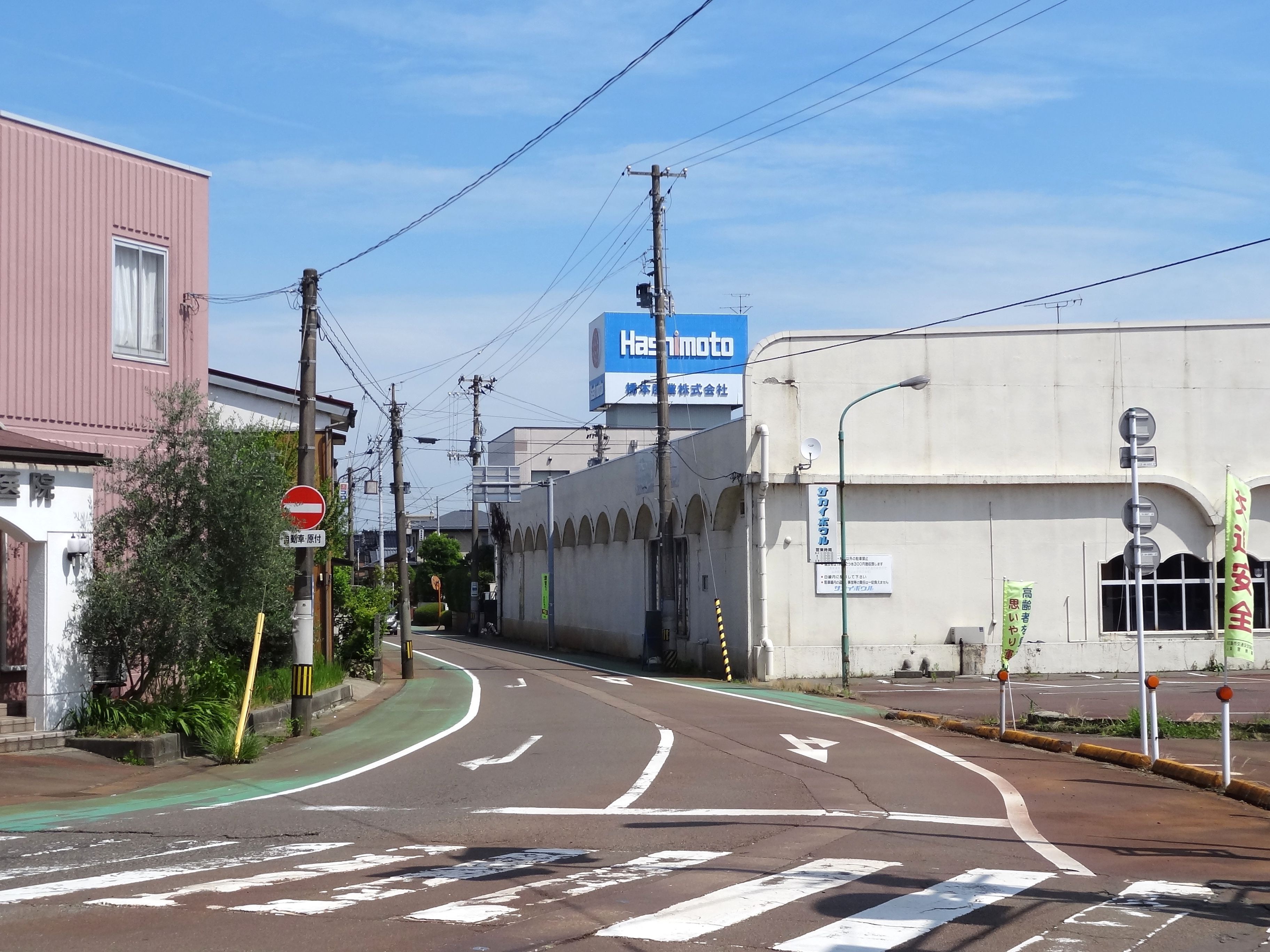
起点付近。一方通行となっている。

- 新潟県道106号三条停車場四日町線（起点：三条駅）
この間南行き一方通行
- 新潟県道331号三条下田線（本町二丁目交差点）
- 新潟県道8号長岡見附三条線（終点：本町二・三丁目交差点）

### 周辺
- JR信越本線 三条駅
- 国税庁 関東信越国税局 三条税務署
- 三条市消防本部 三条市消防署 中央分遣所
- 三条市立四日町小学校
- 第四北越銀行 三条支店
- 第四北越銀行 三条中央支店
- 大光銀行 三条支店
- 三条信用金庫
  - 中央支店
  - 本成寺支店
- 新潟縣信用組合 三条支店
- 三條信用組合
  - 中央支店
  - 南支店
- JAにいがた南蒲 本成寺支店
- 三条四日町郵便局
- 三条本町一郵便局
- 北越メタル 三条工場
- コロナ 本社・三条工場
- 五十嵐川